# Stefania di Foix
Stefania di Foix, Etiennette in francese, Estefania in catalano,  in spagnolo, in galiziano, in aragonese e in portoghese e Stephanie in basco (1010 circa – 1066 circa), è stata una nobile francese vissuta nell'XI secolo, che fu regina consorte di Navarra dal 1038 al 1054.

## Origine
Stefania era figlia del conte di Carcassonne e di Couserans, primo conte di Foix e poi conte di Bigorre, Bernardo Ruggero, come ci viene confermato dal documento n° XXXVII dei Documents de la Histoire du Comté et de la Vicomté de Carcassonne, e della contessa di Bigorre, Garsenda, come ci viene confermato dal documento n° XXXVIII dei Documents de la Histoire du Comté et de la Vicomté de Carcassonne, che, secondo La Vasconie. Tables Généalogiques, era l'unica figlia del conte di Bigorre, Garcia Arnaldo e della moglie, Riccarda, figlia del visconte di Astarac, Garcia Arnaldo.

Bernardo Ruggero di Foix era il secondo figlio maschio del conte di Carcassonne e di Couserans, Ruggero I (930/40- dopo aprile 1011) e di Adele di Pons († dopo aprile 1011), come ci viene confermato dal documento n° 134 delle Preuves de l'Histoire Générale de Languedoc, Tome V inerente ad una donazione in cui viene citato coi genitori.

Secondo il Diccionario biográfico español, Real Academia de la Historia recenti studi hanno ipotizzato che era figlia del conte di Barcellona, Raimondo Borrell, e di Ermesinda di Carcassonne.

## Biografia
Verso il 1030, Stefania contrasse un primo matrimonio con una persona di cui non si conoscono né il nome né gli ascendenti. Lo storico Jaime de Salazar y Acha suppone fosse un figlio di Bernardo I, conte de Besalú (che aveva una sorella di nome Constanza); ancora secondo il Diccionario biográfico español, Real Academia de la Historia il primo marito era Ruggero di Tosny, premiato per l'aiuto prestato nelle battaglie contro i Mori. Questo matrimonio portò alla nascita di una figlia di nome Costanza e terminò non si sa se per vedovanza, prima del 1038 o per divorzio, nel caso fosse stato Ruggero di Tosny, morto nel 1040.
Nel 1036, secondo la Histoire de Béarn, Stefania sposò a Barcellona, in seconde nozze, García III Sánchez, figlio primogenito di Sancho III Garcés il Grande, re di Pamplona, conte d'Aragona, conte di Sobrarbe e Ribagorza, conte di Castiglia, e di Munia, figlia del conte di Castiglia Sancho Garcés e di Urraca Gomez.

Nel 1038, secondo il documento n° 72 del cartulario de San Juan de la Peña vol. II, Stefania fece una donazione assieme al secondo marito.

Secondo la Cronaca piniatense, due anni prima la sorella, Gilberga o Gisberga o Ermessinda, aveva sposato il fratellastro di García, il re d'Aragona, Ramiro I.
Nel 1044, Stefania col marito Garcia, aveva fatto una donazione al monastero di Albelda.
Col marito Garcia III, Stefania, verso il 1044, aveva fondato il Monastero di Santa Maria la Real de Nájera, come riporta la Histoire de Béarn, che nel 1052 dedicò al monastero di Cluny, come riporta il documento n° 3343 delle Chartes de l'abbaye de Cluny, tome 4.
Perse il titolo di regina consorte alla morte del marito, avvenuta durante la battaglia di Atapuerca contro i castigliani il 1º settembre 1054; secondo il codice di Roda Garcia fu ucciso dal fratello e fu inumato a Nájera.

Il loro figlio Sancho IV Garcés, di circa quattordici anni, divenne quindi re di Pamplona, con la tutela di Stefania fino a che Sancho e gli altri sette figli raggiunsero la maggiore età, e coi quali, nel 1055, fece una donazione (restituzione di terreni sottratti al monastero dal marito) al monastero di San Millán de la Cogolla.

Si presume che Stefania sia morta nel 1066, in quanto ha lasciato un testamento nel giugno di quell'anno, riportato nel cartulario del Monastero di Santa Maria la Real de Nájera e nella Collecion diplomatica del Monastero di Santa Maria la Real de Nájera.

## Figli
Stefania diede una figlia al primo marito:
- Costanza (ca. 1035-dopo il 1077), citata dal fratellastro, Sancho IV, nel documento n° 40 del cartulario de Albelda[23], che fu fidanzata con l'erede al trono di Castiglia, Sancho, senza arrivare al matrimonio, mentre sposò, nel dicembre del 1057, il figlio illegittimo del suo patrigno, Garcìa III, Sancho Garcés, signore di Uncastillo e Sangüesa, avo del futuro re di Pamplona García Ramirez.

Stefania diede otto o forse nove figli a García III:
- Sancho IV Garcés (1039-1076), re di Navarra, ucciso dal fratello Raimondo[24][25].
- Ramiro di Navarra (?-ucciso a Rueda de Jalón, vicino a Saragozza, il 6 gennaio 1083), signore di Calahorra. Fu trucidato dai difensori musulmani del castello di Rueda de Jalón, in cui era entrato, assieme al conte Gonzalo Salvadórez, in rappresentanza del re di León e Castiglia, Alfonso VI
- Ferdinando di Navarra (?-1068), signore di Bucesta, sposò Nuña Iñiguez, figlia di Iñigo López, conte di Soberano di Vizcaya e di sua moglie Toda Fortúnez
- Raimondo Garcés di Navarra (?-dopo il 1079), detto il Fratricida, signore di Murillo e Cameros. Secondo il codice di Roda, nel 1076, uccise con l'inganno il fratello, il re di Pamplona, Sancho IV Garcés[26]. Il suo nome compare per l'ultima volta in un documento del 1079. Poi andò in esilio a Saragozza
- Ermessinda (?-dopo il 1110), che, nel 1076, dopo l'assassinio del fratello, Sancho IV, a cui aveva partecipato[26], si rifugiò presso il re di León e Castiglia, Alfonso VI; in quello stesso anno sposò Fortunato Sanchez, signore di Yarnoz
- Major di Navarra (?-dopo il 1115), che sposò il Conte di Mâcon Guido II
- Urraca di Navarra (?-dopo il 1089, l'ultimo documento in cui viene citata), che sposò, nel 1076, il conte García Ordóñez, ucciso nella battaglia di Uclés (1108)
- Jimena di Navarra (?-dopo il 1085), che compare in alcune donazioni della famiglia reale di Pamplon.
- Sancha di Navarra (?-ca. 1066), non è nominata nel testamento della madre Stefania, di quello stesso anno, forse perché già morta.

## Ascendenza
|                           |   |                        | Genitori              |  |  | Nonni |  |  | Bisnonni             |  |  | Trisnonni                 |  |
|                           |   |                        |                       |  |  |       |  |  | Arnaldo di Comminges |  |  | Garcia Arnaldo di Astarac |  |
|                           |   |                        |                       |  |  |       |  |  | Arnaldo di Comminges |  |  | Garcia Arnaldo di Astarac |  |
|                           |   | …                      |                       |  |  |       |  |  | Arnaldo di Comminges |  |  |                           |  |
| Ruggero I di Carcassonne  |   |                        |                       |  |  |       |  |  | Arnaldo di Comminges |  |  |                           |  |
|                           |   | Arsinda di Carcassonne | …                     |  |  |       |  |  |                      |  |  |                           |  |
|                           |   | Arsinda di Carcassonne | …                     |  |  |       |  |  |                      |  |  |                           |  |
|                           |   | Arsinda di Carcassonne | …                     |  |  |       |  |  |                      |  |  |                           |  |
| Bernardo Ruggero di Foix  |   | Arsinda di Carcassonne |                       |  |  |       |  |  |                      |  |  |                           |  |
|                           |   | Bernardo di Melgueil   | …                     |  |  |       |  |  |                      |  |  |                           |  |
|                           |   | Bernardo di Melgueil   | …                     |  |  |       |  |  |                      |  |  |                           |  |
|                           |   | Bernardo di Melgueil   | …                     |  |  |       |  |  |                      |  |  |                           |  |
| Adele di Pons             |   | Bernardo di Melgueil   |                       |  |  |       |  |  |                      |  |  |                           |  |
|                           |   | Sénégonde di Rouergue  | Baldovino di Pons     |  |  |       |  |  |                      |  |  |                           |  |
|                           |   | Sénégonde di Rouergue  | Baldovino di Pons     |  |  |       |  |  |                      |  |  |                           |  |
|                           |   | Sénégonde di Rouergue  | …                     |  |  |       |  |  |                      |  |  |                           |  |
| Stefania di Foix          |   | Sénégonde di Rouergue  |                       |  |  |       |  |  |                      |  |  |                           |  |
|                           | … | …                      |                       |  |  |       |  |  |                      |  |  |                           |  |
|                           | … | …                      |                       |  |  |       |  |  |                      |  |  |                           |  |
|                           | … | …                      |                       |  |  |       |  |  |                      |  |  |                           |  |
| Garcia Arnaldo di Bigorre | … |                        |                       |  |  |       |  |  |                      |  |  |                           |  |
|                           |   | …                      | …                     |  |  |       |  |  |                      |  |  |                           |  |
|                           |   | …                      | …                     |  |  |       |  |  |                      |  |  |                           |  |
|                           |   | …                      | …                     |  |  |       |  |  |                      |  |  |                           |  |
| Garsenda di Bigorre       |   | …                      |                       |  |  |       |  |  |                      |  |  |                           |  |
|                           |   | Arnaldo di Bigorre     | Raimondo I di Bigorre |  |  |       |  |  |                      |  |  |                           |  |
|                           |   | Arnaldo di Bigorre     | Raimondo I di Bigorre |  |  |       |  |  |                      |  |  |                           |  |
|                           |   | Arnaldo di Bigorre     | Garsenda d'Astarac    |  |  |       |  |  |                      |  |  |                           |  |
| Riccarda di Astarac       |   | Arnaldo di Bigorre     |                       |  |  |       |  |  |                      |  |  |                           |  |
|                           |   | …                      | …                     |  |  |       |  |  |                      |  |  |                           |  |
|                           |   | …                      | …                     |  |  |       |  |  |                      |  |  |                           |  |
|                           |   | …                      | …                     |  |  |       |  |  |                      |  |  |                           |  |
|                           |   | …                      |                       |  |  |       |  |  |                      |  |  |                           |  |

### Fonti primarie
- (LA)  Histoire Générale de Languedoc, Preuves, Tome V.
- (LA)  Recueil des chartes de l'abbaye de Cluny. Tome 4.
- (LA)  cartulario de San Juan de la Peña vol. II.
- (LA)  Cronaca piniatense.
- (LA)  Cartulario de San Millán de la Cogolla.
- (LA)  cartulario de Albelda Archiviato il 16 dicembre 2023 in Internet Archive..
- (LA)  Chartes de l'abbaye de Cluny, tome 4.
- (LA)  #ES Collecion diplomatica del Monastero di Santa Maria la Real de Nájera
- (FR)  Histoire de Béarn.

### Letteratura storiografica
- (FR)  Histoire générale de Languedoc, tomus II.
- (FR)  Chroniques romanes des comtes de Foix.
- (FR)  Histoire du Comté et de la Vicomté de Carcassonne.
- (FR)  LA VASCONIE.
- (FR)  cartulario del Monastero di Santa Maria la Real de Nájera.